# Ottokar Chiari

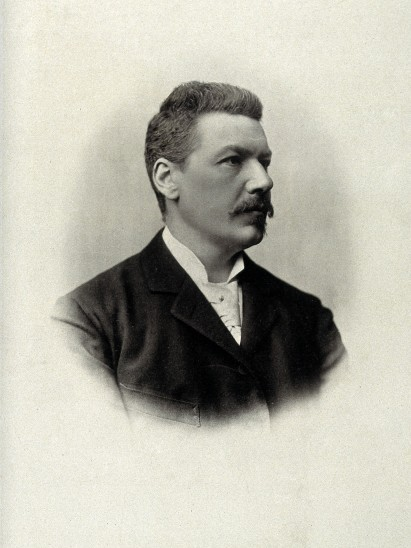
Ottokar Chiari

Ottokar Freiherr von Chiari (ur. 1 lutego 1853 w Pradze, zm. 12 maja 1918 w Puchberg am Schneeberg) – austriacki lekarz laryngolog, profesor na Uniwersytecie Wiedeńskim. Syn ginekologa Johanna Baptisty Chiariego (1817–1854) i młodszy brat patologa Hansa Chiariego (1851–1916). Jego wnukiem był Karl Chiari, ortopeda.
Ottokar Chiari był asystentem Leopolda von Schröttera, a później zastąpił Karla Stoerka na stanowisku dyrektora kliniki laryngologicznej. Specjalista na polu rynolaryngologii, pracując w Wiedniu wprowadził nowe techniki chirurgiczne. W 1912 roku jako pierwszy zastosował dojście transetmodialne (przez kość sitową).

## Wybrane prace
- Erfahrungen aus dem Gebiete der Hals- und Nasen-Krankheiten. 1887
- Krankheiten der oberen Luftwege. T. 1-3. Leipzig-Wien: Franz Deuticke 1903
- Die Wiener Klinik für Nasen- und Kehlkopfkrankheiten : erste Vorlesung in der neuen Klinik. 1911
- Chirurgie des Kehlkopfes und der Luftröhre. 1916